# Marie Krøyer

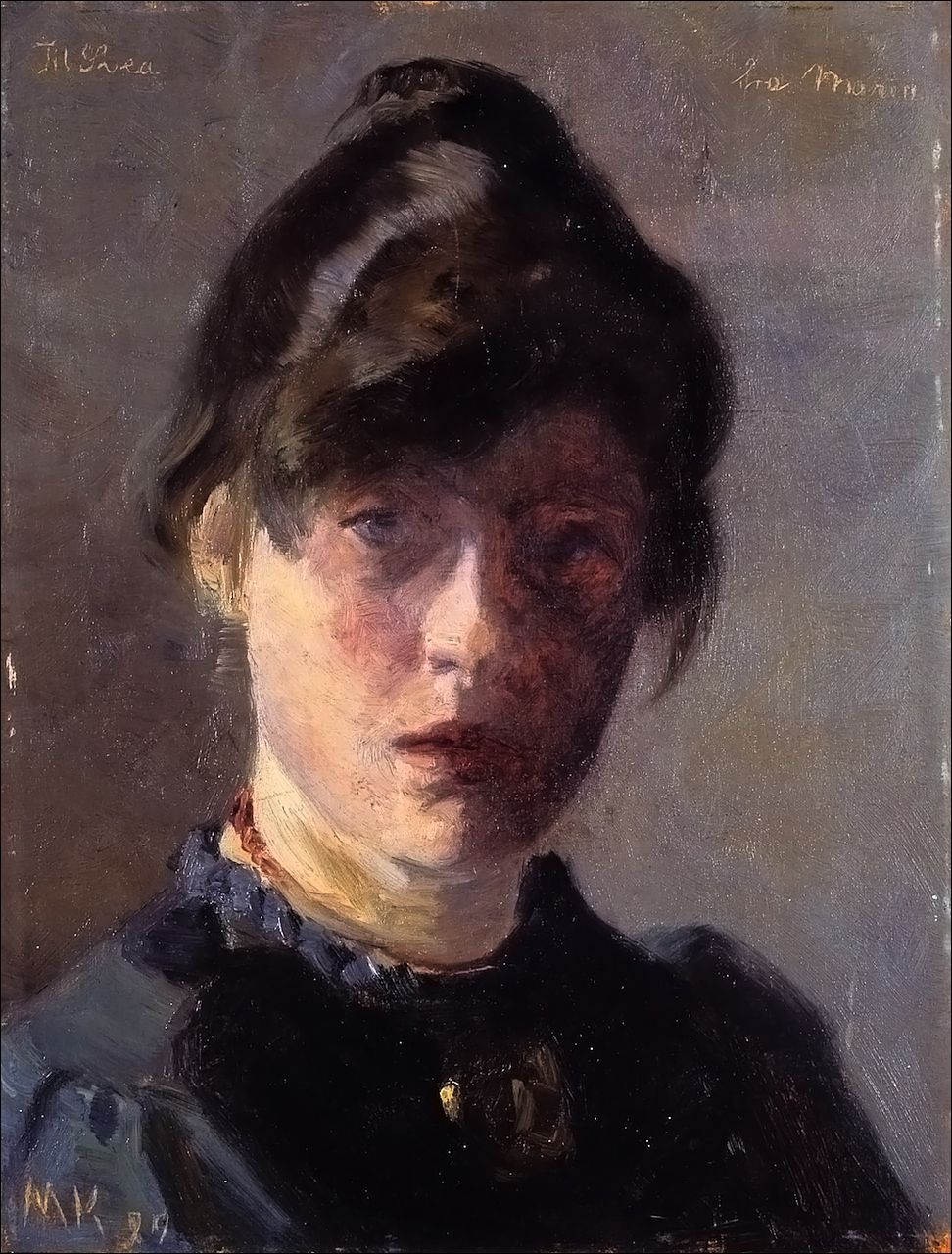
Marie Krøyers Selbstporträt (um 1900)

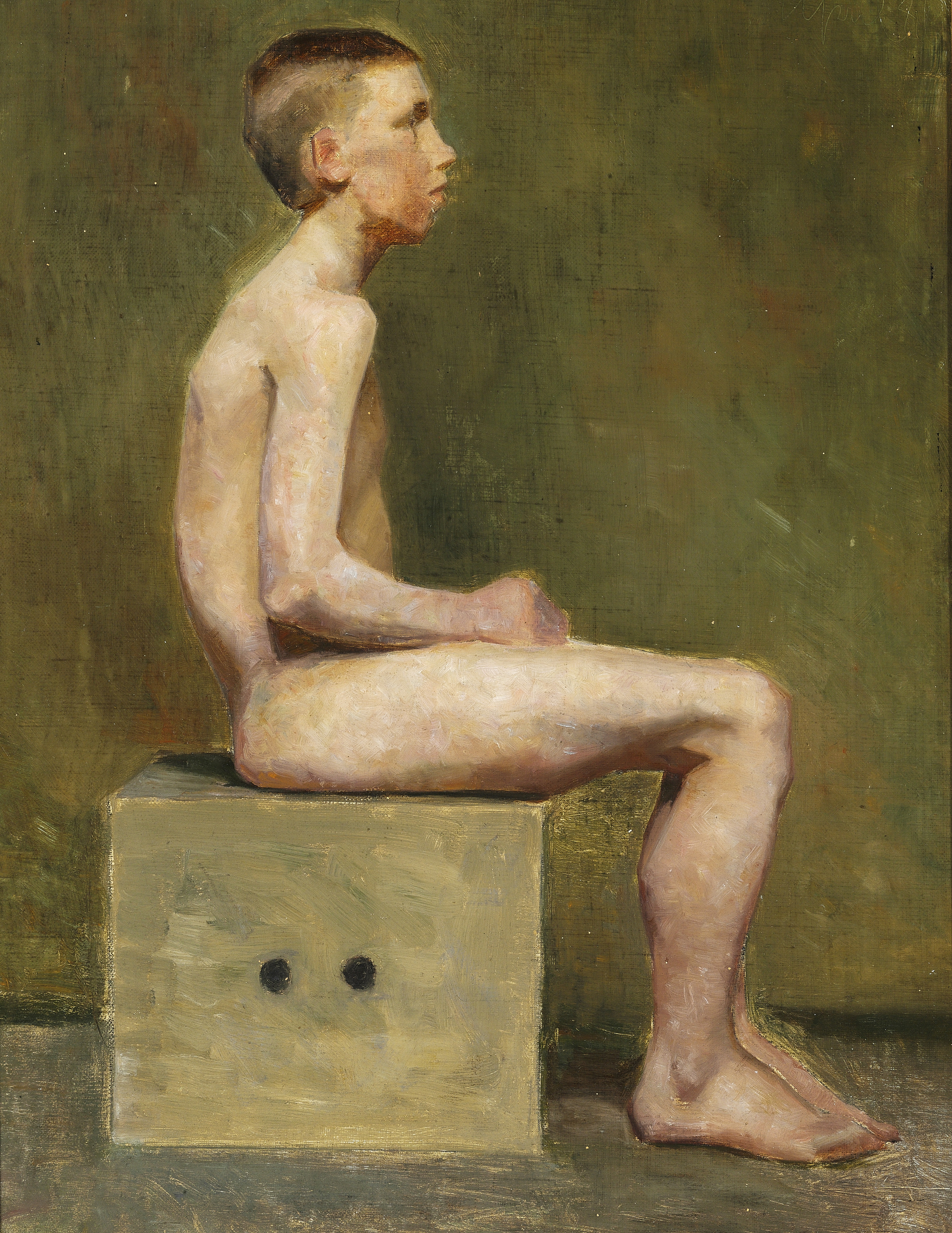
Marie Krøyer: Aktbild eines sitzenden Jungen (1887)

Maria (Marie) Martha Mathilde Krøyer (* 11. Juni 1867 in Frederiksberg als Maria Martha Mathilde Triepcke, auch Triepke; † 25. Mai 1940 in Stockholm) war eine dänische Malerin und Architektin.

## Leben
Maria Martha Mathilde Triepcke wurde 1867 als Tochter des Webereidirektors Wilhelm August Eduard Max Triepcke und Minna (auch Mina) Augusta Kindler geboren und wuchs in Kopenhagen auf. Ihre Eltern waren Deutsche. Da die Kunstakademiets Kunstskole for Kvinder den Zugang zum Studium für Frauen erst im Jahr 1888 öffnete, nahm sie ab 1883 privaten Unterricht auf einer Zeichenschule bei Carl Thomsen. Im Herbst des Jahres wurde sie Schülerin der privaten Malschule von Bertha Wegmann, die sie zwei Winter lang besuchte. Ab 1885 gehörte sie neben zehn weiteren Frauen zu einem „Damenkurs“ an der „Kunstnernes Frie Studieskoler“, der von deren Gründern Laurits Tuxen und Peder Severin Krøyer zuvor auf Initiative der Frauen eingerichtet worden war. Hier blieb sie zwei Jahre. Sie überlegte dann, eine Malschule zu eröffnen, reiste dann aber 1888 nach Paris, wo sie bei Gustave Courtois, Alfred Philippe Roll und Puvis de Chavannes Malerei studierte.

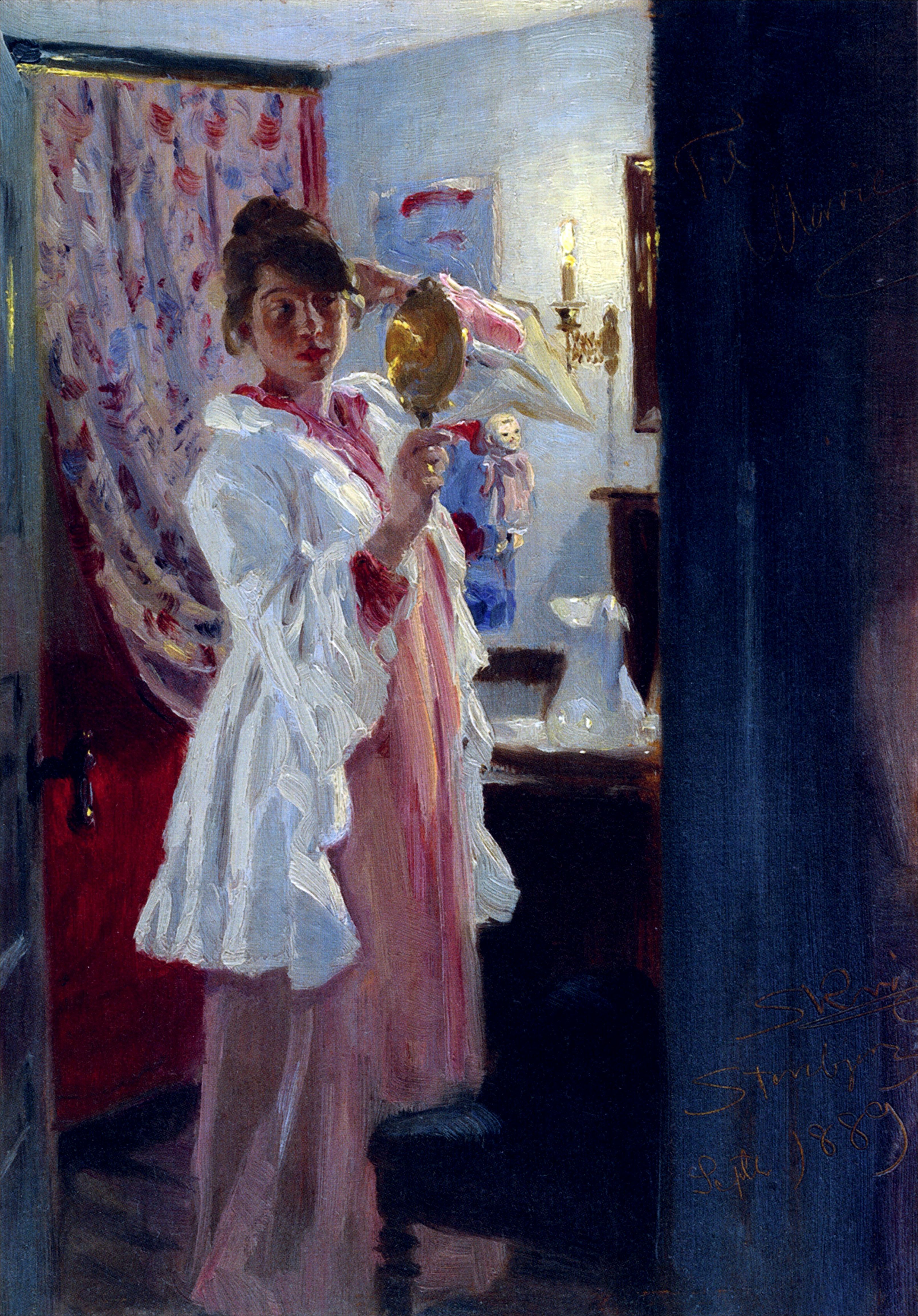
Interieur mit Marie Krøyer von Peder Severin Krøyer. 1889

Bereits 1887 stand sie dem 16 Jahre älteren Peder Severin Krøyer für En Duet Modell, den sie in Paris wiedertraf und am 23. Juli 1889 in Augsburg heiratete, wo ihre Eltern zu der Zeit wohnten. Auf der Hochzeitsreise in Italien bekam Marie Krøyer Typhus, was sie physisch auch bei der Malerei zurückwarf. Zurück in Dänemark im Jahr 1891 ließ sich das Paar im Skagener Ortsteil Vesterby nieder, wo beide zur Künstlergruppe der Skagen-Maler gehörten.
Marie Krøyer nahm an der Den frie Udstilling („Die freie Ausstellung“) im Jahre 1891 teil, zusammen mit dem befreundeten Malerehepaar Agnes und Harald Slott-Møller, Johan Rohde und J.F. Willumsen.
Krøyer arbeitete intensiv, aber merkte, dass ein Durchbruch zu schwierig war, obwohl sie einen bekannten Maler an ihrer Seite hatte. In ihrer Generation von Malerinnen bahnte sie den Weg für kommende Generationen von Frauen. Ihre Selbstkritik war hart, aber ihr Sinn für farbliche und ästhetische Feinheiten ihres impressionistischen Stils unumstritten. Fransk Markedsplads, („Französischer Marktplatz“) ist ein naturalistisches Gemälde von 1898 und das letzte von ihren insgesamt 20 registrierten.

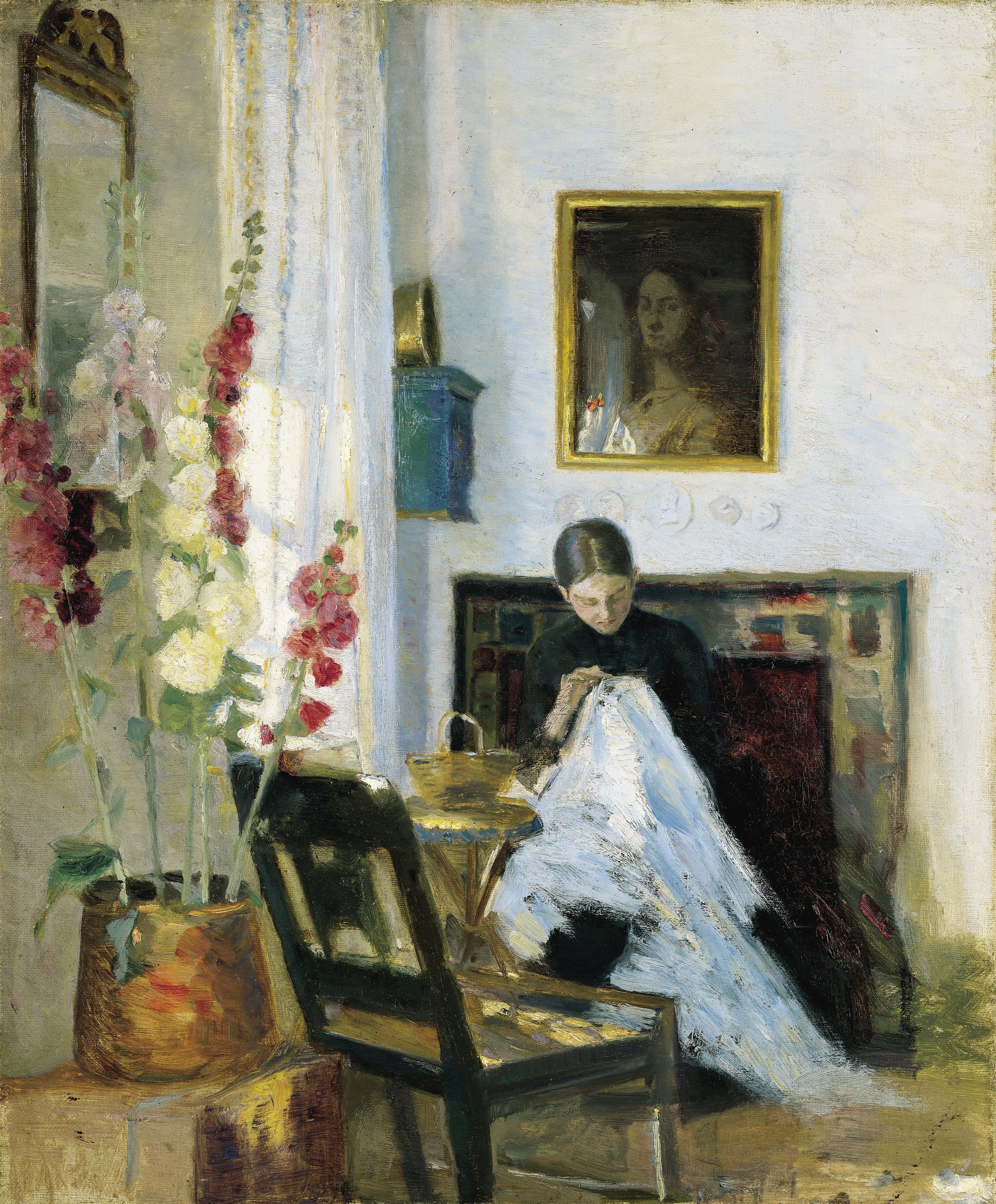
Marie Krøyer: Interieur mit nähendem Mädchen (undatiert)

Inspiriert wurde sie auch vom englischen Designer Charles Rennie Mackintosh, der sie dazu brachte, selbst Möbel für ihr Zuhause in Skagen und für Bergensgade in Kopenhagen zu entwerfen, die heute in der Sammlung des Nationalmuseums zu finden sind. Beeinflusst wurde sie auch von Künstlern wie William Morris und Edward Burne-Jones, Mitglieder vom The Arts and Crafts Movement, das sich sowohl mit der Kunst an sich als auch mit Kunsthandwerk und Wohnungsmobiliar beschäftigte und damit gegen die Industrialisierung in der Umgebung protestierte.
1895 bekam sie ihre erste Tochter Vibeke (5. Januar 1895–29. April 1985). Ihr Mann erkrankte 1900 psychisch und musste in die Nervenklinik von Middelfart eingeliefert werden, wodurch ihre künstlerische Arbeit ein vorläufiges Ende fand. Als es ihm besser ging, reisten sie nach Deutschland.
Während ihr Mann 1902 in Paris Erledigungen zu machen hatte, reiste Marie Krøyer alleine nach Taormina, Sizilien. Hier verliebte sie sich in den fünf Jahre jüngeren schwedischen Komponisten und Chorleiter Hugo Alfvén, woraufhin sie ihren Mann um die Scheidung bat. Dieser jedoch lud Alfvèn nach Skagen ein, wo dieser im Sommer 1904 eintraf mitsamt einer Komposition Midsommarvaka, die als svensk rapsodi („schwedische Rhapsodie“) bekannt wurde. Im Jahr 1905 erwartete Marie Krøyer von Alfvén eine Tochter (Margita), woraufhin Krøyer in die Scheidung einwilligte. Ihre erste Tochter Vibeke wandte sich nach der Scheidung von ihr ab und dem Vater zu. Alfvén heiratete Marie Krøyer jedoch noch nicht, da er befürchtete, es würde seiner Karriere als Chorleiter in Uppsala schaden, dem bekannten dänischen Künstler die Frau ausgespannt zu haben.
Zusammen mit Alfvén wohnte sie am Siljansee in Tällberg, Schweden, wo sie als Architektin ihr Hauptwerk Alfvénsgården („Alfvéns Hof“) schuf. Sie baute dort Gebäude im Stil der Region um den Hof herum, die ihren Schönheitssinn widerspiegelten.
Obwohl sie bald herausfand, dass Alfvén sie von Anfang an betrogen hatte, heiratete sie ihn im Jahr 1912, weil sie ihre beiden Kinder nicht ohne Vater aufwachsen lassen wollte, wie sie in einem Brief an ihre Freundin Agnes Slott-Møller schrieb. Die Ehe verlief nicht glücklich, und 1928 wollte ihr Mann die Scheidung, die sie zunächst ablehnte. Da sich ihr Verhältnis aber weiterhin verschlechterte, wurden sie im Jahr 1936 geschieden. Die Tochter Margita erhielt Alfvénsgården. Marie Krøyer verbrachte ihre letzten Jahre einsam in Stockholm. Sie starb im Jahr 1940 und wurde auf dem Kirchhof von Leksand bestattet. Ihre Tochter Vibeke wurde nach deren Tod an ihrer Seite bestattet.

## Verfilmung
2012 verfilmte Bille August das Leben der Künstlerin unter dem Titel Marie Krøyer mit Birgitte Hjort Sørensen in der Titelrolle sowie Søren Sætter-Lassen als Peder Severin Krøyer. Er beruht auf der Biografie von Anastassia Arnold.